# Салимов, Рустам Давлатович
Салимов Рустам Давлатович — учёный, доктор филологических наук, профессор, Отличник образования Республики Таджикистан, Почетный работник высшего профессионального образования Российской федерации, руководитель русского центра фонда «Русский мир» (в г. Душанбе).

## Биография
Салимов Рустам Давлатович родился 7 ноября 1955 года в г. Куляб.
В 1977 году окончил факультет русского языка и литературы Кулябского государственного педагогического университета (КГПИ);
- 1977—1981 гг. — ассистент, преподаватель кафедры развития устной и письменной речи КГПИ;
- 1981—1986 гг. — стажер–исследователь, аспирант Научно-исследовательского института ПРЯНШ Академии педагогических наук СССР;
- В 1986 году защитил кандидатскую диссертацию в НИИ ПРЯНШ АПН СССР;
- 1987—1992 гг. — преподаватель, ст. преподаватель зав. кафедры развития устной и письменной речи КГПИ;
- 1992—1996 гг. — доцент кафедры современного русского языка, зав. кафедры культуры речи, доцент, декан 2-го факультета Таджикского педагогического института русского языка и литературы (г. Душанбе);
- 1997—2009 гг. — доцент кафедры, зав. кафедрой русского языка и общего языкознания  Российско-таджикского (славянского) университета;
- 2008—2009 гг. — в рамках межвузовского сотрудничества работал преподавателем таджикского языка на переводческом факультете Московского государственного лингвистического университета и принимал участие в создании учебно-методических комплексов для университета Шанхайской Организации Сотрудничества вместе с учеными из Казахстана, Киргизии, Узбекистана, России и Китая.

С ноября 2010 г. — декан филологического факультета  Российско-таджикского (славянского) университета.

## Научная и творческая деятельность
В 2010 году защитил докторскую диссертацию по сопоставительной типологии русского и таджикского языков при МГЛУ (Московский государственный лингвистический университет). Участник ряда международных, республиканских и межвузовских научных конференций по актуальным проблемам межкультурной коммуникации, сопоставительной типологии языков, русского языка и русской лингводидактики (Душанбе, 1998—2015); (Баку, 2005, 2010; Бишкек, 2006; Алмаата, 2006; Япония, 2007; Минск, 2007; Москва, 2008, 2009, 2010; Братислава, 2009; Иркутск, 2011; Китай, 2011; Калининград, 2012; Фордхамский университет, Нью-Йорк, 2012; Сямынь, 2013; Цукубский университет, Япония, 2014).
Участник VIII Ассамблеи Русского мира Сочи (Россия) 2-4 ноября 2014 г.
Проходил стажировку при кафедре «Филология стран Дальнего Востока» в Бишкекском гуманитарном университете (Кыргызстан, ноябрь 2003 — февраль 2004); Факультет повышения квалификации преподавателей японского языка в Японии (июль-август 2005), семинар по подготовке учебников и учебных пособий по китайскому языку для учащихся средних школ с таджикским языком обучения (Чампин, август и Пекин, октябрь 2011), Германия (11−25 апреля 2015), Китай (июль — август 2015). Свободно владеет таджикским, русским, японским языками.
Автор ряда научных исследований по проблемам современного русского языка, сопоставительной и сравнительной типологии, социолингвистики, методики преподавания русского языка. Имеет более 80 опубликованных работ.

## Основные публикации
- Структура и семантика односоставных предложений в русском и таджикском языках. — Душанбе: Ирфон, 2008.- 394 с. (в соавторстве с Гусейновой Т. В. и Шамбезода Х. Д.).
- Пособие по русскому языку и культуре речи (в соавторстве). — Душанбе, 2002;
- Книга для чтения по русскому языку (в соавторстве). — Душанбе, 2003;
- Хрестоматия по судебной речи (в соавторстве). — Душанбе, 2004.
- Проблемы функционирования русского языка в Республике Таджикистан. — Душанбе, 2006. — 200 с.
- Полилингвистический глоссарий регионоведческих терминов стран ШОС. М.: ИПК МГЛУ «Рема», 2011.- 460 с. (в соавторстве с Л. Ш. Рахимбековой, Ж. С. Байтерековой, У. Е. Мусабековой, А. С. Зверевым).
- Русские инфинитивные предложения и способы их передачи в таджикском языке. Учебно-методическое пособие. — Душанбе: РТСУ, 2013.